# Inverness (Écosse)
Pour les articles homonymes, voir Inverness.
Inverness (en gaélique écossais : Inbhir Nis) est le centre administratif du council area du Highland en Écosse et auparavant la capitale du comté d'Inverness-shire et de l'ancienne région du Highland (ainsi que du district d'Inverness au sein de cette région). Elle est, de manière plus générale, la plus grande ville et le pôle d'attraction de toute la région des Highlands.
La ville, qui a le statut de city, s'est autoproclamée capitale des Highlands.

## Géographie

### Situation
Inverness est une ville située au nord-est de l'Ecosse, à l’embouchure de la rivière Ness , qui coule depuis le loch Ness tout proche et, en amont, depuis le canal calédonien, qui relie le loch Ness, le loch Oich et le loch Lochy.
Les landes de Culloden se trouvent à proximité de la ville. Elles furent le site de la célèbre bataille qui, en 1746, mit fin au soulèvement jacobite de 1745-1746.
La position stratégique d'Inverness causa sa déchéance : les monarques écossais, les Highlanders, les Jacobites et les Anglais se disputèrent la ville, si bien qu'il ne reste plus guère aujourd'hui de bâtiments importants antérieurs au XIXe siècle.

### Transports
La gare d'Inverness permet à la ville d’être reliée à Perth, Édimbourg, Glasgow, Londres, Aberdeen, Thurso, Wick et Kyle of Lochalsh. Les voies ferrées Highland Main Line, Aberdeen-Inverness Line, Kyle of Lochalsh Line et la Far North Line se rejoignent à Inverness. L'East Coast dessert la principale route d’Inverness à Londres (gare de King's Cross). La First ScotRail assure les liaisons en Écosse, ainsi que la liaison nocturne avec Londres (gare d'Euston) en voitures-lits Caledonian Sleeper.
L’aéroport d'Inverness est à 10 km au nord-est de la ville et dessert les grandes villes du Royaume-Uni ainsi que les îles du nord et de l’ouest de l’Écosse.
Trois routes nationales permettent de rallier Aberdeen, Perth, Elgin, Thurso et Glasgow.

## Toponymie
La ville tire son nom de sa position géographique : en gaélique écossais : Inbhir Nis, signifiant littéralement la bouche de la [rivière] Ness.

## Histoire
Une découverte a été faite en septembre 2016 sur une route d'Inverness et a révélé les restes d'une maison ronde (en) dans lesquels ont été retrouvés une pointe de flèche et des morceaux de poterie, notamment des outils en pierre ou en silex ainsi que des pipes en argile. L'ensemble remonterait à la Préhistoire et atteste d'une industrie métallurgique.
Inverness était une place forte des Pictes. Elle est visitée en 565 par saint Colomba dans l’intention de convertir le roi picte Brude. Le roi Brude est supposé avoir vécu dans le fort de Craig Phadrig à 2,4 km à l’ouest de la ville. Le château d’Inverness aurait été construit par Malcolm Canmore après qu’il eut rasé le précédent château dans lequel Macbeth aurait tué Duncan.
Guillaume le Lion accorde quatre chartes royales à Inverness, dont une par laquelle il crée un burgh royal. Alexandre II crée en 1233 une abbaye dominicaine dont il reste peu de vestiges.
Sur le chemin de la bataille de Harlaw en 1411, Donald Lord of the Isles dévaste la ville. Seize ans plus tard, Jacques Ier convoque au château les chefs du nord et trois d’entre eux seront exécutés pour avoir revendiqué leur indépendance.
En 1562, afin de mettre un terme à l’insurrection du comte Huntly, Marie Stuart se rend à Inverness et se voit refuser l’accès au château qui appartenait alors aux factions du comte. La maison dans laquelle elle séjourna est toujours visible dans Bridge Street. La fête de Marymass fair, le samedi le plus proche du 15 août, serait pour commémorer aussi bien Marie Stuart que la Vierge Marie.
Au-delà des limites nord de la ville, Oliver Cromwell fait édifier un fort capable d’abriter 1 000 hommes ; mais à l’exception d’un bout des remparts, il fut démoli dès la Restauration. En 1715, les Jacobites occupent la forteresse royale. En 1727, le gouvernement construit le fort Georges qui tombe en 1746 entre les mains des jacobites, qui le font exploser.
Le 7 septembre 1921, le seul cabinet ministériel du Royaume-Uni à avoir lieu hors de Londres, se réunit à Inverness, quand David Lloyd George, en vacances à Gairloch convoque une réunion de crise pour traiter de la situation en Irlande. La réunion d’Inverness servira de base au Traité anglo-irlandais.
En décembre 2000, Inverness s’est vu accorder le statut de city par la reine. Inverness est la seule ville des Highlands à posséder ce statut et seules Édimbourg, Glasgow, Dundee, Stirling, Aberdeen et Perth le possèdent en Écosse.

## Politique et administration

### Jumelages
Inverness est jumelée à :
- Inverness (États-Unis)
- Inverness (Canada)
- Augsbourg (Allemagne)
- La Baule-Escoublac (France)
- Saint-Valery-en-Caux (France)
- Hulluch (France)[3]

## Population et société

### Démographie
Inverness est une ville écossaise en plein essor démographique. Sa population, qui a augmenté de 23 % en deux décennies pour atteindre 82 383 habitants en 2021, est attirée par son dynamisme économique et sa qualité de vie. Cette croissance est soutenue par l'arrivée de nouveaux habitants, et ce en dépit d'un taux de natalité inférieur au taux de mortalité qui augmente depuis 2015.

### Éducation
L'University of the Highlands and Islands a son siège situé dans la ville.

### Sports
La ville compte deux clubs de football : l'Inverness Caledonian Thistle FC et le Clachnacuddin FC (en). Bught Park (en), situé dans le centre de la ville, est le point d’arrivée du marathon du Loch Ness (en).

### Cultes
L'église Sainte-Marie (St. Mary Church) appartient à l'Église catholique romaine. Inverness est la seule ville majeure d'Écosse ne possédant pas de cathédrale catholique ; en effet, la communauté catholique dépend de la cathédrale Sainte-Marie-de-l'Assomption d'Aberdeen car relevant du diocèse (catholique) d'Aberdeen. En revanche, l'Église épiscopalienne écossaise possède sa propre cathédrale : la cathédrale Saint-André.

## Économie

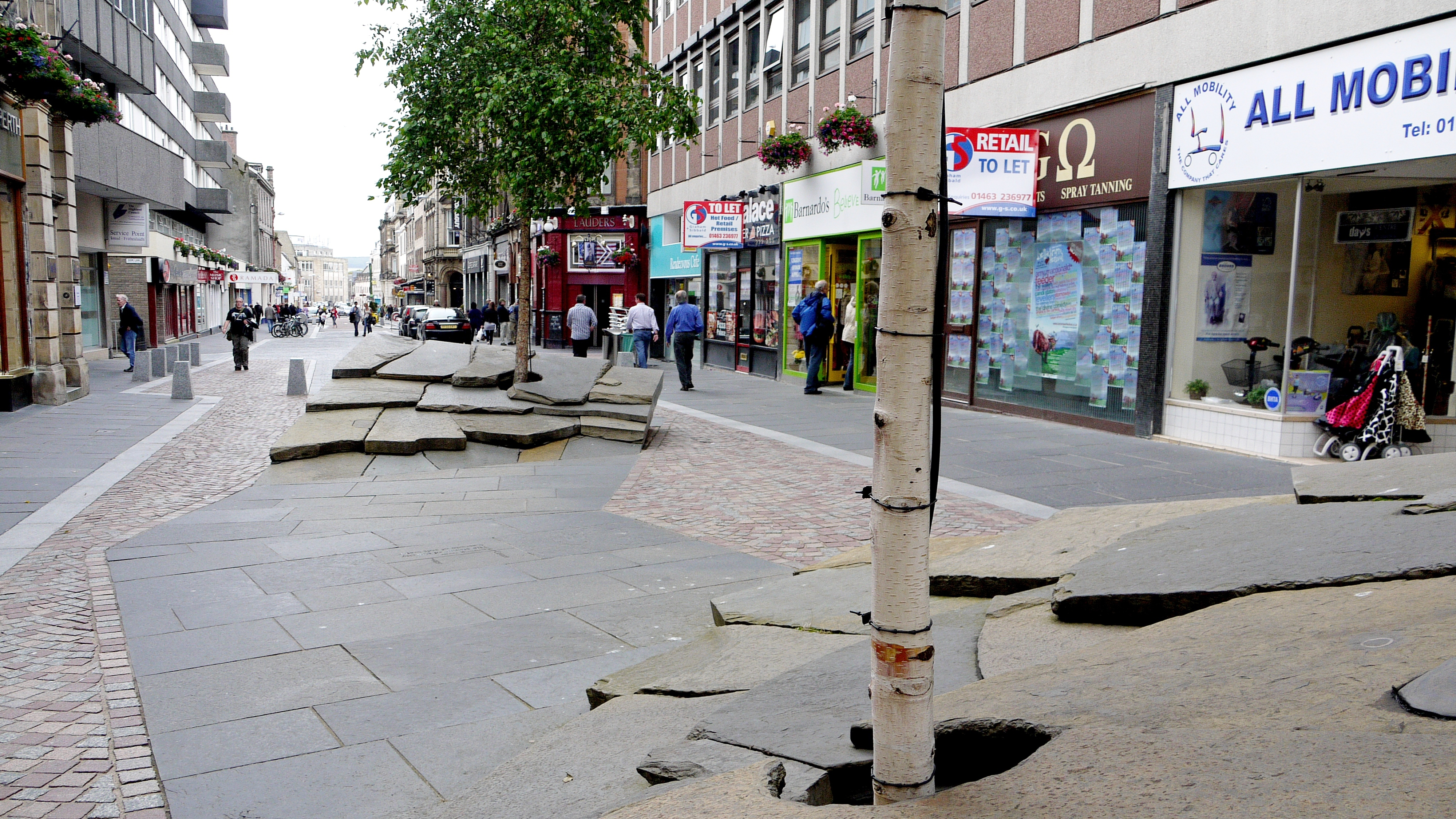
Rue commerciale du centre d'Inverness.

Le tourisme tient une part importante dans l’économie de la ville, tout comme l’administration et le secteur de la santé.
La plupart des industries traditionnelles, telles que les distilleries, ont été remplacées par le secteur de la haute technologie. Le commerce est un autre secteur majeur de l'économie. Le centre commercial Eastgate (en) s’est récemment agrandi, devenant ainsi un des plus grands d’Écosse.
La ville est bien pourvue en boutiques, étant la principale zone de shopping d’une zone de 26 000 km2.

### Tourisme

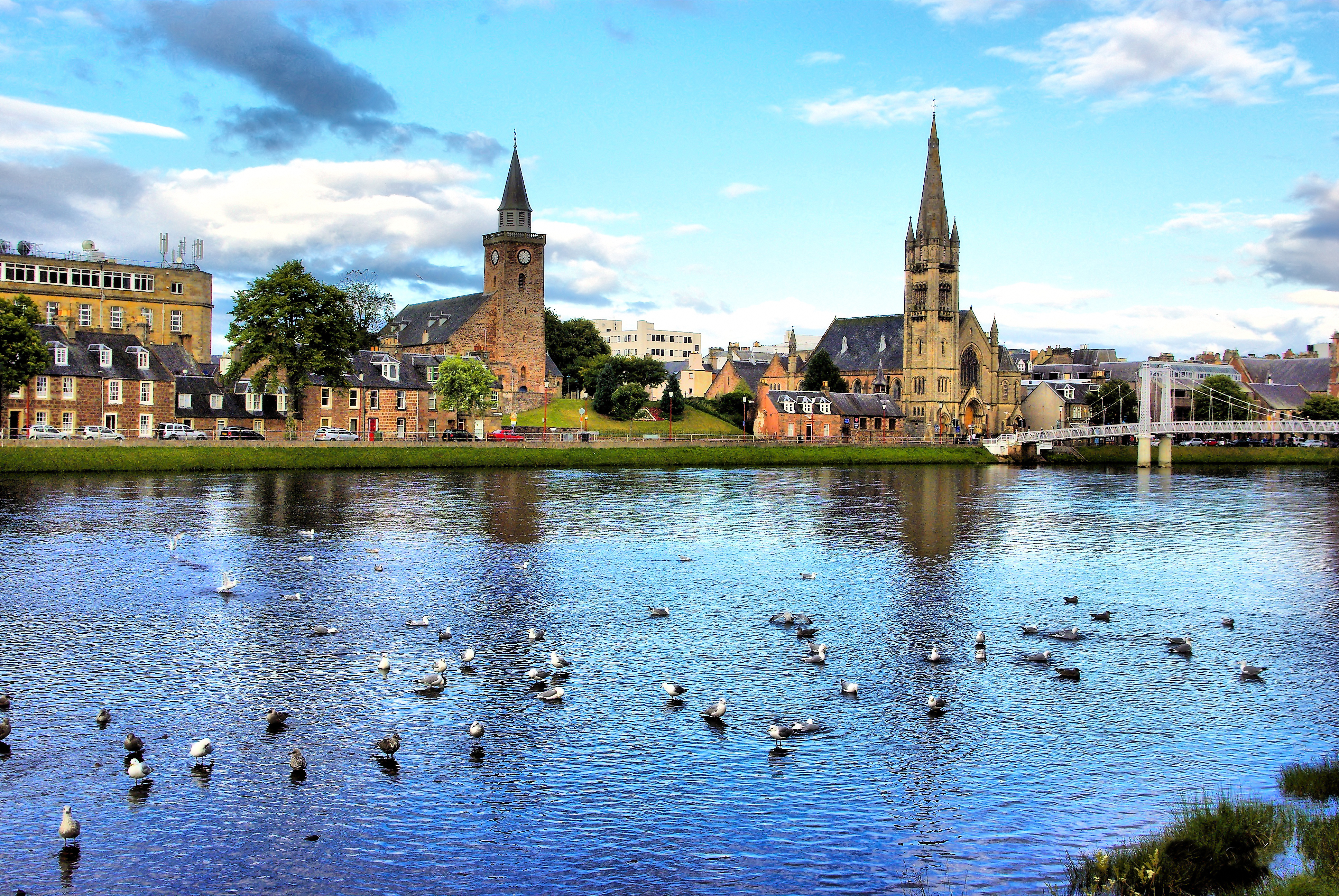
Les rives de la Ness avec à droite le Greig Street Bridge.

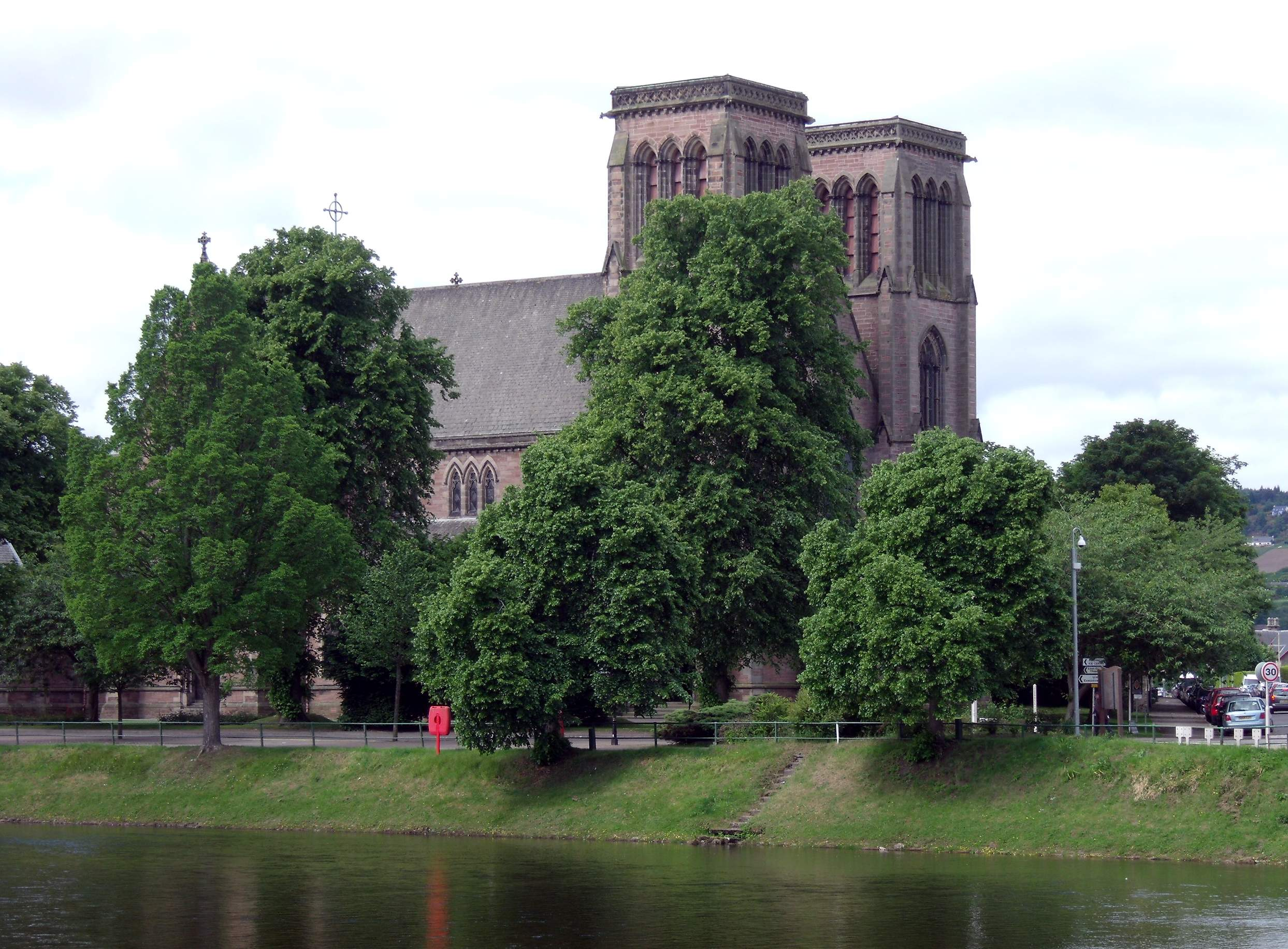
La cathédrale Saint-André.

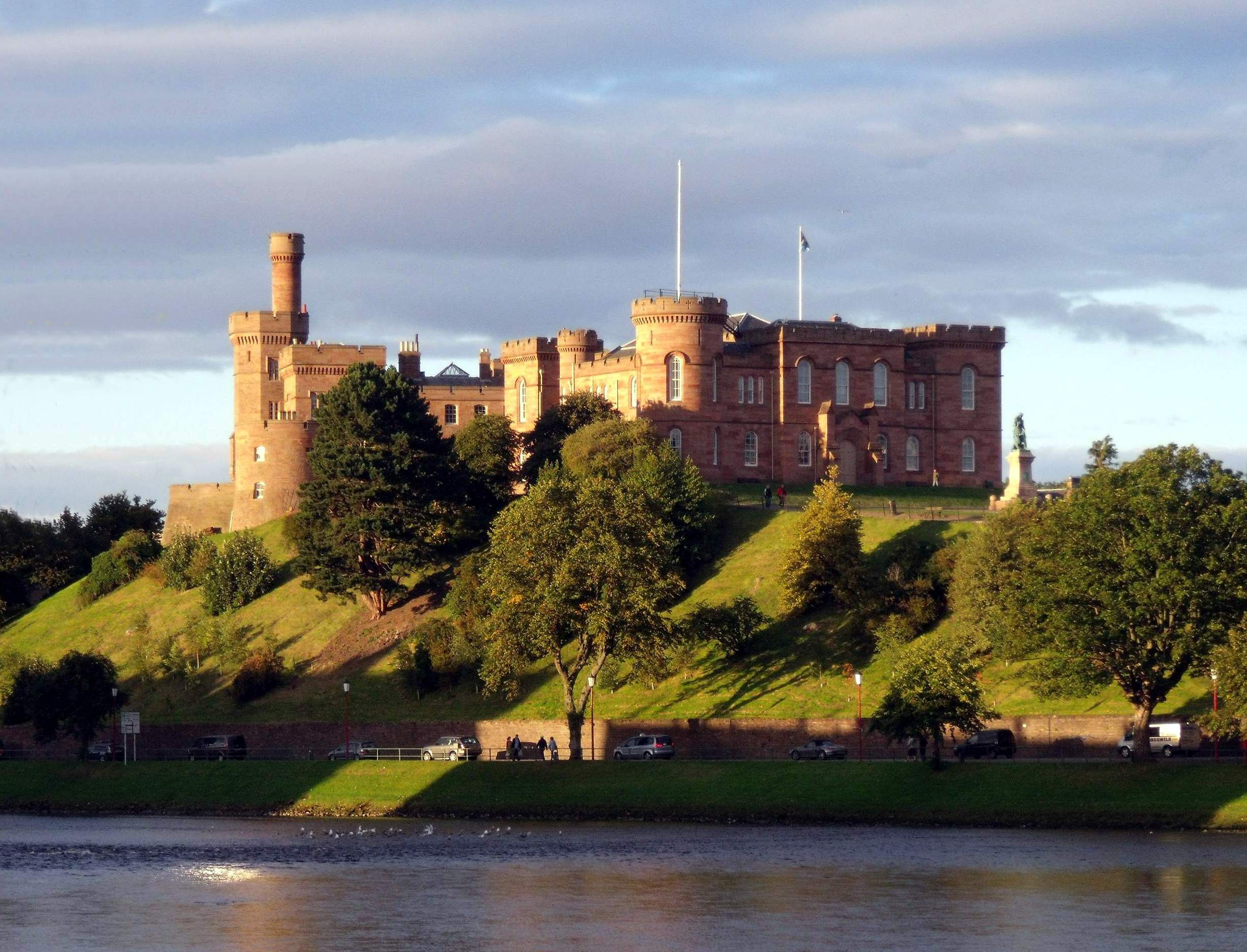
Le fleuve Ness et le château d'Inverness.

Inverness est bien reliée au reste de l'Écosse par route, par chemin de fer et par quelques liaisons aériennes, ce qui en fait un excellent point d'entrée dans les Highlands. À partir d'Inverness, on accède facilement au célèbre loch Ness. Plusieurs excursions en bateau sur le loch partent d'ailleurs d'Inverness pour aller notamment vers le château d'Urquhart.

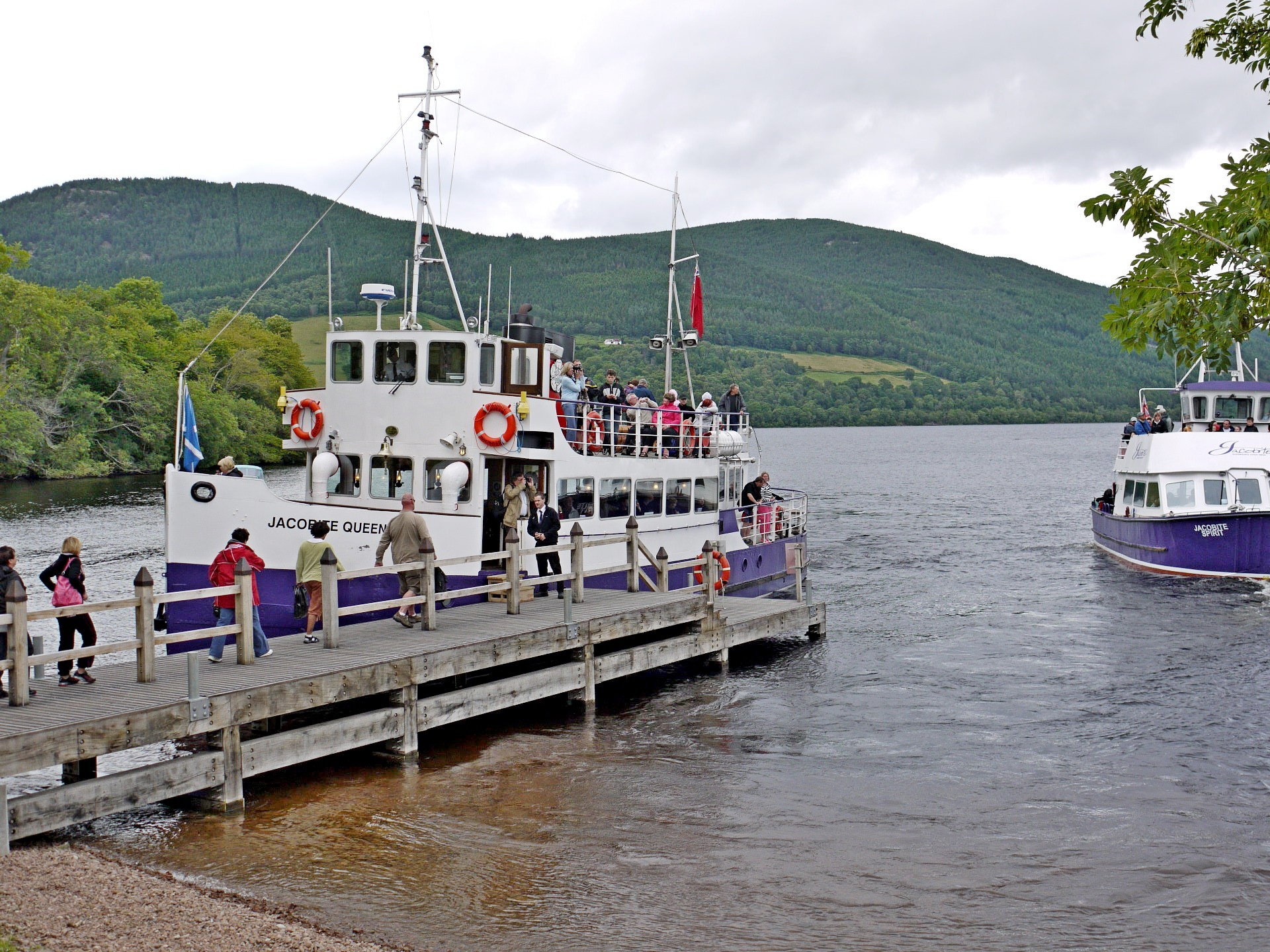
Bateau d'excursions au débarcadère du château d'Urquhart.

Certains de ces bateaux sont équipés de sonars sophistiqués qui tentent de repérer le célèbre monstre marin qui est censé hanter le loch.
L'île de Skye, le château d'Eilean Donan, les îles Hébrides extérieures et les îles Orcades (Orkney) ne sont qu'à quelques heures de route. Des services d'autobus ou des excursions sont proposés aux touristes.

## Culture locale et patrimoine

### Lieux et monuments
Les principaux monuments d’Inverness sont le château ainsi que de nombreuses églises, dont la cathédrale Saint-André. Cependant, la plus vieille église est l'Old High St Stephen's Church (en), le long de la Ness. Les clochers remontent au XVIe siècle, ce qui en fait le plus vieil édifice de la ville toujours en place. Le château fut construit en 1835 sur le site d’un château médiéval et est maintenant le siège du shérif.
À proximité d'Inverness se trouve l'imposante forteresse de Fort George dont la construction s'acheva en 1769. Construite par les Anglais à la suite du soulèvement jacobite, elle n'a jamais eu à repousser d'assaillants. Un service d'autobus la relie à Inverness.
Les bords de la Ness, ses îles et le Bught (en) offrent d’agréables promenades, tout comme les collines boisées de Craig Phadraig et de Craig Dunain.

### Événements annuels
Inverness accueille chaque année en septembre une des plus prestigieuses compétitions de sonneurs de cornemuse du monde.

### Personnalités liées à la ville
- Lorne Balfe
- Karen Gillan
- Simon Fraser
- Peter McWilliam
- Stephen Crabb